# ريمي بندلي
ريمي بندلي (مواليد 4 يوليو 1979 في طرابلس) هي مغنية لبنانية اشتهرت في ثمانينيات القرن العشرين بتأديتها، وهي طفلة صغيرة، لأغاني الأطفال، وهي ابنه الموسيقار الراحل رينيه بندلي.
أظهرت في سنّ مبكّرة موهبة فنيّة فذّة وسجلت أولى أغانيها «إيماني أحلى إيمان» وعمرها ثلاث سنوات ونصف.
بالإضافة إلى لبنان، قامت بالعديد من الحفلات في العديد من البلدان كالأردن وسوريا والكويت وقطر وفرنسا وكندا والولايات المتحدة الأمريكية. كما قامت ببطولة الفلم السينمائي «أماني تحت قوس قزح» سنة 1985.
هاجرت مع عائلتها سنة 1989 إلى مونتريال بكندا وبقيت هناك لمدة سبع سنين، لكنها لم تنقطع عن الغناء حتى عام 1993. آخر عرض لها فعليا كان في مسرح البيكاديللي وكان بعنوان «عيد سعيد». تزوّجت عام 2008 وانتقلت للعيش في ستوكهولم بالسويد.

## أعمالها
- أعطونا الطفولة (1984)
- يا قمر (1985)
- طير وعلي يا حمام (1985)